# Sinfonietta (Britten)

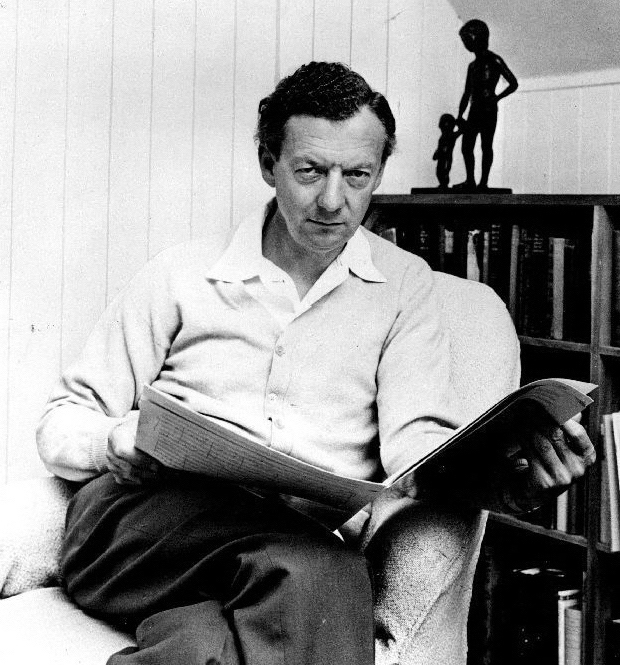
Retrat de Benjamin Britten el 1968.

Sinfonietta va ser composta per Benjamin Britten el 1932, mentre era estudiant al Royal College of Music, amb 18 anys. Es va estrenar el 1933 i va ser publicada com l'op. 1 i dedicat al seu mestre Frank Bridge.

## Instrumentació
Va ser escrita originalment per a cinc instruments de vent i cinc de corda: flauta, oboè, clarinet, fagot, trompa, dos violins, viola, violoncel i contrabaix. El febrer de 1936, Britten va revisar la partitura per a una orquestra de cambra petita amb dues trompes. Tanmateix, aquesta versió només va ser interpretada un cop durant la vida de Britten.

## Moviments
Una actuació típica agafa aproximadament 15 minuts. Els moviments són:
1. Poco Presto ed agitato
2. Variations, andante lento
3. Tarantella

El primer moviment és en forma de sonata. El musicòleg Erwin Stein ha suggerit que la feina sencera es basa en la Simfonia de Cambra núm. 1 (1906) d'Arnold Schoenberg.